# Власюк, Василий Васильевич (патологоанатом)
Власюк Василий Васильевич (родился 18 апреля 1949 г., Тернопольская область, Украинская ССР - 24 сентября 2021 г., Санкт-Петербург) — российский патологоанатом, специалист в области детской, перинатальной и акушерской патологии, патологии нервной системы у детей, доктор медицинских наук, профессор, действительный член Европейской академии естественных наук, академик Международной академии изобретений и открытий, эксперт ВОЗ, заслуженный изобретатель России.

## Биография
Отец — военнослужащий. Мать — из семьи потомственных священнослужителей (Алмазовых и Четыркиных), в роду имеются репрессированные. Окончил русскую школу в г. Славута, Хмельницкой области. В школьные годы увлекался математикой, шахматами, был победителем соревнований и конкурсов.
В 1966 г. поступил в Ленинградский педиатрический медицинский институт.
В 1969 г. стал лауреатом всех туров Всесоюзного конкурса студенческих научных работ по общественным наукам, награждён медалью лауреата и дипломами.
После окончания института в 1972 г. работал участковым педиатром в г. Вологда, а после специализации — детским патологоанатомом Череповца Вологодской области. После переезда в г. Тбилиси работал в НИИ перинатальной медицины, акушерства и гинекологии МЗ ГССР в качестве врача-патологоанатома, младшего и старшего научного сотрудника. Был главным детским и акушерским патологоанатомом Грузии.
После возвращения в г. Ленинград работал старшим научным сотрудником в Нейрохирургическом институте им. А. Л. Поленова, заведовал патологоанатомическим отделением детской больницы им. К. А. Раухфуса, руководил патоморфологической лабораторией НИИ глубоких микозов, отделом тканевых и патоморфологических методов исследования НИИ детских инфекций, патоморфологическим отделением Клинической больницы № 122, где организовал гистохимическую лабораторию. Около 10 лет работал по совместительству врачом-патологоанатомом Ленинградского областного детского патологоанатомического бюро
Кандидатскую диссертацию защитил в 1978 г, а докторскую — в 1985 году.
В 1989 г. в качестве эксперта ВОЗ по перинатальной патологии работал в Монголии по усовершенствованию детской патологоанатомической службы и по проблемам снижения детской смертности.
В 2015 г. назначен заместителем начальника Ленинградского областного патологоанатомического бюро.
С 2016 г. работает судебно-медицинским экспертом на кафедре судебной медицины Военно-медицинской академии им. С. М. Кирова
Является сопредседателем общества детских патологов России, рецензентом журнала «Journal of Neurosciences in Rural Practice», членом Международного Консультативного Совета по Науке, редактором научных трудов съездов детских патологов России, членом редакционной коллегии журнала «Neurology and Neuroscience Reports».
Скончался несколько лет назад.

## Награды и премии
- Правительственная медаль лауреата Всесоюзного конкурса студенческих научных работ по общественным наукам (1970),
- медаль «Автору научного открытия», посвященной лауреату Нобелевской Премии П. Л. Капице, за открытие в области медицины (2010),
- медаль Федерации Питербаскета Санкт-Петербурга (2012) «За вклад в развитие игры XXI века» (игра для лиц с ограниченными возможностями), звание "Заслуженный изобретатель России (2013),
- медаль «Изобретатель Европы» (2013),
- награждён Международной Премией «INTERNATIONAL HEALTH CARE AWARD» (за выдающиеся заслуги в области здравоохранения мира; на Всемирной конференции PGHTNCON-2016).

## Научные достижения
Наиболее полно на мировом уровне изучил такое поражение мозга как перивентрикулярная лейкомаляция (ПВЛ), открыл это поражение для СССР и России; впервые в мире выделил стадии поражений, степени поражений мозга, определил частоту преимущественных поражений белого вещества мозга, доказал, что ПВЛ — это персистирующий процесс, впервые провёл электронно-микроскопическое изучение очагов ПВЛ, впервые выявил частоту ПВЛ не невыборочном секционном материале, причём в зависимости от массы при рождении и продолжительности жизни, показал связь ПВЛ с детским церебральным параличом. Впервые в СССР опубликовал статью о ПВЛ и впервые в мире опубликовал монографию, посвящённую ПВЛ. Разработал морфологическую классификацию гипоксически-ишемической энцефалопатии с выделением ряда нозологических форм поражений головного мозга. Опубликовал первую статью, посвящённую мультикистозной энцефаломаляции. Впервые в мире показал различия между ПВЛ и диффузной лейкомаляцией. Разработал морфологические критерии диагностики такой нозологической единицы, как телэнцефальный глиоз (ТГ). Изобрёл способ морфологической диагностики ТГ. Впервые в России опубликовал данные по дифференциальной диагностике между кистами и псевдокистами головного мозга у детей. Разработал способ вскрытия черепа и извлечения головного мозга у плодов и новорожденных, приводящий к минимальным артифициальным повреждениям.
Опубликовал наиболее полную в мире монографию по родовой травме у детей. Сделал мировое научное открытие о механизме разрывов мозжечкового намета (МН) при родовой травме черепа, впервые объяснил причину преобладания левосторонних повреждений мозжечкового намета. Впервые в мире описал такой морфологический феномен, как «область периостального застоя крови крыши черепа» (ОПЗ) и выявил корреляции между расположением ОПЗ и локализацией повреждений МН. Совместно с Ю. В. Лобзиным и А. А. Несмеяновым изобрёл способы определения проводной точки головки и степени асинклитизма (изобретения № 2422087 и № 2470583). Впервые в мире показал, как по черепу можно диагностировать вставление головки, проводную точку головки и степень асинклитизма. Разработал первую в мире классификацию конфигураций головки, выделил 3 степени конфигурации головки. Разработал понятие сдавления головного мозга плода в родах, показал морфологические критерии этого сдавления и включил его в признаки родовой травмы. Наиболее полно в мире описал разновидности кровоизлияний головного мозга у плодов и новорожденных. Разработал классификацию лептоменингеальных кровоизлияний. Предложил собственную классификацию кровоизлияний в мозжечок. Разработал морфологическую классификацию внутрижелудочковых кровоизлияний (ВЖК) у новорожденных детей. Впервые в мире опубликовал статью о связи ВЖК с кровоизлияниями спинного мозга, которая стала первой в топе лучших 20 статей последнего времени (2014 г.). Впервые в СССР описал случай криптококкоза при ВИЧ-инфекции, аневризму вены Галена у новорожденного в сочетании с кардиомегалией, аспергиллёз мозга у ребёнка, массивную эмболию околоплодными водами, синдром Поттер, Ивемарка, редкие случаи сиреномелии, тератому мягкого неба у новорожденного и др. Является соавтором первого в СССР и России руководства в 2-х томах по патологической анатомии плода и ребёнка под ред. Т. Е. Ивановской и Л. В. Леоновой (1988).
В 2014 г. опубликовал первую отечественное руководство по патологии головного мозга у новорожденных и детей раннего возраста (более 400 цветных иллюстраций), в которой описываются не только наиболее частые поражения, включая врожденные аномалии, но и также приводятся данные по развитию мозга, представлена морфология головного мозга в зависимости от гестационного возраста. Книга получила диплом в конкурсе лучших книг года (2015 г.) в номинации «Лучшее издание по естественным наукам, технике и медицине».
Занимался разработкой методологических и философских проблем медицины, проблемой причинности в медицине. Разрабатывал понятия танатогенез, болезнь, перинатальный диагноз, этиология, патогенез, саногенез. Ввёл новое понятие «этиогенез».

## Основные труды
В. В. Власюк является автором более 265 научных трудов, 7 монографий, 5 методических рекомендаций, 4 патентов и одного научного открытия.

### Основные монографии
1. Власюк В. В. Патоморфология перивентрикулярной лейкомаляции./ В. В. Власюк, В. П. Туманов. — Новосибирск: Наука, 1985. — 96 с.
2. Власюк В. В. Перивентрикулярная лейкомаляция у детей. СПб.: Геликон Плюс, 2009. ISBN 978-5-93682-540-8.
3. Власюк В. В. Родовая травма и перинатальные нарушения мозгового кровообращения. СПб, «Нестор История», 2009.- 252 с. ISBN 978-5-98187-373-7.
4. Власюк В. В. Патология головного мозга у новорожденных и детей раннего возраста. М: Логосфера, 2014. ISBN 978-5-98657-050-1.
5. Vlasyuk V.V. Birth Trauma and Perinatal Brain Damage. Springer Nature Switzerland AG. 2018. ISBN 978-3-319-93440-2.

## Избранные статьи
1. К проблеме причинности болезней // Вестник АМН СССР, 1973, № 9.
2. Болезнь и её определения // Клиническая медицина, 1974, № 9.
3. Понятие этиологии как взаимодействия // Вестник АМН СССР, 1980, № 8.
4. Морфологическая диагностика перивентрикулярной лейкомаляции у новорожденных детей // Архив патологии, 1983, № 10.
5. Перивентрикулярная лейкомаляция у новорожденных и её танатогенетическое значение // Педиатрия, 1981, № 11.
6. Морфологическая диагностика перивентрикулярной лейкомаляции у новорожденных детей // Архив патологии, 1983, № 10.
7. Патологическая анатомия кровоизлияний в мозжечок у плодов и новорожденных // Архив патологии, 1984, № 10.
8. Лептоменингеальные (субарахноидальные и субпиальные) кровоизлияния и их танатогенетическое значение // Педиатрия, 1986, № 7.
9. Виды захождений костей черепа при конфигурации головки и нарушения мозгового кровообращения у плодов и новорожденных // Акушерство и гинекология, 1987, № 1.
10. Родовая травма как проблема акушерства, педиатрии и патологической анатомии // Вестник АМН СССР, 1991, № 5.
11. Криптококкоз головного мозга при ВИЧ-инфекции // Архив патологии, 1992, № 1, с.56-58.
12. Имитаторы грибов в головном мозге у новорожденных // Архив патологии, 1992, № 1, с.43-45.
13. Клинико-морфологические классификации поражений центральной нервной системы перинатального периода // Архив патологии, № 6, 2010.
14. Патогенетическая роль ACINETOBACTER BAUMANNII при врождённых инфекциях // Журнал инфектологии, 2012, № 4.
15. Перивентрикулярная лейкомаляция, диффузная лейкомаляция и нейросонография. Consilium medicum // Педиатрия, 2013, № 1.
16. Клинико-морфологическая классификация внутрижелудочковых кровоизлияний // Вопросы современной педиатрии 2013,т.12, № 6.
17. Патолого-анатомическая оценка родов по изменениям черепа и головного мозга у плодов и новорожденных // Архив патологии, 2014, № 3.
18. Nosology lesions of the white matter of the brain in newborns and young children // Brain Disorders & Therapy , 2015, Vol. 4, Issure 4.1000185.
19. Asynclitism and Cerebellar Tentorium Tears in Fetuses during Labor // SOJ Gynecology, Obstetrics and Women’s Health. SOJ Gynecol Obstet Womens 2016, 2(1)P. 1-4.
20. Vlasyuk V, Malvasi A.The importance of asynclitism in birth trauma and intrapartum sonography. J Matern Fetal Neonatal Med. 2020 Jun 14;1-7. doi: 10.1080/14767058.2020.1777270.
21. The Method of Opening the Skull and Extraction of the Brain in Fetuses and Newborns. EC Neurology 2018 10 (7), 2018: 548-555.